# Usman Buzdar
Usman Buzdar ou de son nom complet Sardar Usman Ahmad Khan Buzdar (en ourdou : سردار عثمان احمد خان بزدار), né en mai 1969 dans le district de Dera Ghazi Khan, est un homme politique pakistanais. Il devient ministre en chef de la province du Pendjab, après avoir rejoint le Mouvement du Pakistan pour la justice quelques mois avant les élections législatives de 2018, et occupe ce poste du 20 août 2018 au 16 avril 2022.

## Famille et éducation
Usman Buzdar est né en mai 1969 dans le district de Dera Ghazi Khan, dans le sud de la province du Pendjab. Il est le fils de Fateh Muhammad Buzdar, qui a été député de l'Assemblée provinciale du Pendjab dans les années 1980. Il fait ses études à Multan à l'université Bahauddin Zakariya en science politique et à la faculté de droit.

## Carrière politique
Suivant son père, Usman Buzdar rejoint en 2002 la Ligue musulmane du Pakistan (Q) proche du pouvoir militaire de Pervez Musharraf. Quelques mois avant, il a été élu district Nazim de Taunsa Sharif en août 2001 lors des élections locales. Durant ses fonctions, il a été accusé d'avoir effectué plus de 300 nominations abusives, ce qu'il dément alors que le Bureau national des comptes ne l'a pas poursuivi dans cette affaire, faute de preuves.

Composition de l'Assemblée provinciale du Pendjab après les élections de 2018.

Usman Buzdar quitte ensuite la Ligue (Q) pour rejoindre la Ligue musulmane du Pakistan (N) pour les élections législatives de 2013. Se présentant dans la deuxième circonscription de Dera Ghazi Khan à l'Assemblée provinciale du Pendjab, il échoue face à un candidat du Parti du peuple pakistanais.
Usman Buzdar rejoint le Mouvement du Pakistan pour la justice (PTI) et son chef Imran Khan en mai 2018, deux mois à peine avant les élections législatives de 2018. Il est largement élu dans la même circonscription. Le 20 août, il est élu ministre en chef par l'Assemblée provinciale du Pendjab par 186 voix contre 159 pour Hamza Shehbaz Sharif. Lui-même issu du sud de la province nettement plus pauvre, il promet de corriger le déséquilibre et espère faire du Pendjab du Sud une nouvelle province.
Le 1er avril 2022, il démissionne de son poste sur demande du Premier ministre Imran Khan, alors que les deux hommes sont l'objet d'une motion de censure de la part de l'opposition, dans le cadre de la crise politique. Sa coalition provinciale avait souffert de la défection de 24 élus du PTI en faveur de l'opposition. Il continue d'occuper son poste jusqu'à l'élection de son successeur, Hamza Shehbaz Sharif, le 16 avril.

## Polémiques
Les médias révèlent en 2018 que son nom et celui de son père ont été cités dans une affaire policière de 1998, parmi une trentaine de noms, à propos d'une fusillade qui a fait six morts. Selon cette source, la famille aurait payé des compensations aux familles des victimes pour éviter un procès. Toutefois, des recherches plus approfondies révèlent qu'il s'agirait d'une erreur, Usman Buzdar et sa famille auraient été accusés à tort par les médias à cause d'une homonymie.